# Сарабакаси
Сарабака́си (рос. Сарабакасы, чув. Сарапакасси) — присілок у складі Чебоксарського району Чувашії, Росія. Входить до складу Сарабакасинське сільського поселення.
Населення — 167 осіб (2010; 129 у 2002).
Національний склад:
- чуваші — 100 %